# Championnat du Pérou d'échecs

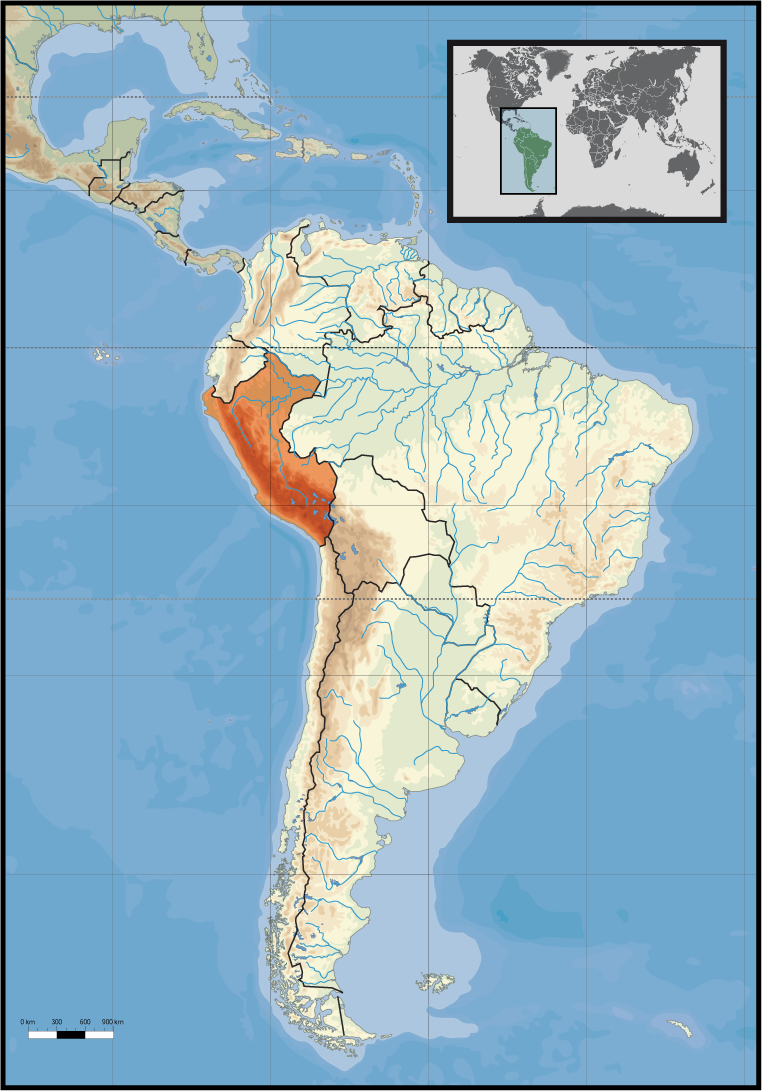
Localisation du pays : République du Pérou en Amérique du Sud

Le Championnat du Pérou d'échecs est une compétition organisée par la Fédération péruvienne des échecs.

## Vainqueurs du championnat mixte
| Année | Vainqueur                     |
| ----- | ----------------------------- |
| 1942  | José Andrés Pérez             |
| 1943  | José Andrés Pérez             |
| 1947  | Felipe Pinzón Sánchez         |
| 1949  | Julio Súmar Casis             |
| 1950  | Felipe Pinzón Sánchez         |
| 1951  | Felipe Pinzón Sánchez         |
| 1952  | Felipe Pinzón Sánchez         |
| 1953  | José Andrés Pérez             |
| 1955  | José Andrés Pérez             |
| 1957  | Néstor Del Pozo               |
| 1960  | Mario La Torre                |
| 1961  | Oscar Quiñones                |
| 1962  | Carlos Espinoza Rivasplata    |
| 1963  | Oscar Quiñones                |
| 1964  | Oscar Quiñones                |
| 1966  | Oscar Quiñones                |
| 1967  | Julio Súmar Casis             |
| 1968  | Orestes Rodríguez             |
| 1969  | Orestes Rodríguez             |
| 1970  | Orestes Rodríguez             |
| 1971  | Orestes Rodríguez             |
| 1972  | Orestes Rodríguez             |
| 1973  | Guillermo Ruiz                |
| 1974  | Carlos Pesantes               |
| 1975  | Héctor Bravo Sedamanos        |
| 1976  | Héctor Bravo Sedamanos        |
| 1978  | Manuel Gonzales Bernal        |
| 1979  | Carlo Robbiano Piura          |
| 1980  | Pedro García Toledo           |
| 1981  | Víctor Vílchez Talavera       |
| 1982  | Jorge Peláez Conti            |
| 1984  | Manuel Gonzales Bernal        |
| 1985  | Juan Reyes Larenas            |
| 1986  | Javier García Toledo          |
| 1987  | Henry Urday Cáceres           |
| 1988  | Jorge Pacheco Asmat           |
| 1989  | Marcos Osorio                 |
| 1990  | Carlo Robbiano Piura          |
| 1993  | Jorge Pacheco Asmat           |
| 1994  | Julio Granda                  |
| 1995  | Julio Granda                  |
| 1996  | Julio Granda                  |
| 1997  | Julio Granda                  |
| 1998  | Mario Belli Pino              |
| 1999  | Henry Urday Cáceres           |
| 2000  | Filemón Cruz Lima             |
| 2001  | Carlomagno Oblitas Guerrero   |
| 2002  | Julio Granda                  |
| 2003  | Carlomagno Oblitas Guerrero   |
| 2004  | Carlomagno Oblitas Guerrero   |
| 2005  | Emilio Córdova                |
| 2006  | Jorge Cori                    |
| 2007  | Ernesto Ramos                 |
| 2008  | Renato Alfredo Terry Luján    |
| 2009  | Efrain Palacios               |
| 2010  | Efrain Palacios[1]            |
| 2011  | Efrain Palacios               |
| 2012  | Giuseppe Leiva[2]             |
| 2013  | Elfer Cutipa[3]               |
| 2015  | Renato Alfredo Terry Luján[4] |
| 2016  | Fernando Fernández Sánchez[5] |
| 2017  | Giuseppe Leiva                |
| 2018  | Kevin Cori Quispe             |
| 2019  |                               |
| 2020  |                               |
| 2021  |                               |
| 2022  | Jorge Cori[6]                 |
| 2023  | Marco Delgado Romero[7]       |
| 2024  | Fernando Fernandez Sanchez    |

## Vainqueurs du championnat féminin
| Année | Vainqueur                          |
| ----- | ---------------------------------- |
| 1997  | Silvana Pacheco Gallardo           |
| 2000  | Karen Zapata                       |
| 2002  | Karen Zapata                       |
| 2003  | Karen Zapata                       |
| 2004  | Karen Zapata                       |
| 2007  | Ingrid Aliaga                      |
| 2008  | Ann Chumpitaz                      |
| 2009  | Ingrid Aliaga                      |
| 2010  | Ann Chumpitaz[1]                   |
| 2011  | Ingrid Aliaga                      |
| 2012  | Ingrid Aliaga[8]                   |
| 2013  | Nicole Valdivia Cano[3]            |
| 2015  | Mitzy Caballero[4]                 |
| 2016  | Ingrid Aliaga[5]                   |
| 2017  | Ingrid Aliaga                      |
| 2018  | Ann Chumpitaz                      |
| 2019  |                                    |
| 2020  |                                    |
| 2021  |                                    |
| 2022  | Mitzy Mishell Caballero Quijano[6] |
| 2023  | Fiorella Contreras[7]              |
| 2024  | Fiorella Contreras                 |

## Champions péruviens d'échecs par correspondance
La Liga Peruana de Ajedrez a Distancia (c'est-à-dire Ligue péruvienne d'échecs à distance, acronyme LIPEAD), organise les championnats nationaux. Le premier championnat péruvien d'échecs par correspondance a consacré Oscar Basurco comme vainqueur dans un tournoi organisé entre 1972 et 1975.

### Liste des champions
1. Oscar Basurco (1972-1975)
2. Archie Milligan (1974-1977)
3. José Ranilla (1980-1982)
4. Augusto Garland Ghio (1983-1986)
5. Augusto Garland Ghio (1989-1992)
6. Miguel Bailly (1991-1994)
7. Alfredo Cilloniz (1993-1996)
8. Pedro Alzola (1993-1996)
9. Ricardo Teruya (1995-1997)
10. Alfredo Cilloniz (1997-1999)
11. Alfredo Cilloniz (1997-1999)
12. Alfredo Cilloniz (2002-2004)
13. Juan Reyes la Rosa (2006-2008)[11]
14. Alberto Moreno (2007-2009)[12]
15. Robert Castro Salguero (2009-2011)[13]
16. Carlos Sosa Patiño (2011-2013)[14]
17. Gino Figlio (2013-2015)[15]
18. Jorge Quiñones Borda (2015-2017)[16]
19. Luis Gonzaga Grego (2018-2021)[17]
20. Marco Cusicanqui (2021-2022)[18]